# Percontatio
Een percontatio is een stijlfiguur waarbij door de auteur een geveinsde dialoog wordt opgevoerd, met vraag én antwoord. Dit stijlmiddel komt levendig en authentiek over, maar is tevens handig voor de auteur, die aldus geen antwoord hoeft te vrezen dat hem minder goed zou uitkomen.
Voorbeeld:
Cur igitur Clodius victus est a Milone?
Quia non semper viator a latrone occiditur.
Waarom heeft Clodius het dan moeten afleggen tegen Milo?
Omdat niet altijd de reiziger door de struikrover wordt gedood.
Of:
Mag ik dat zo zeggen?
Ja dat mag ik zo zeggen.